# Анізотропна дифузія
В обробці зображень такомп'ютерному баченні, анізотропна дифузія, яка також називається  дифузією Перона–Маліка, є методом, який спрямований на зменшення шуму зображення, без видалення при цьому важливих частин вмісту зображення, як правило, країв, лінії або інших даних, які важливі для інтерпретації зображення. Анізотропна дифузія нагадує процес, який створює масштабований простір, де зображення генерує параметризовану сім'ю все більш і більш розмитих зображень, заснованих на дифузійному процесі. Кожне з отриманих зображень в цій сім'ї подане як згортка між зображенням і 2D ізотропним фільтром Гауса, де ширина фільтра збільшується з параметром. Цей дифузійний процес є лінійним і просторово-інваріантним перетворенням вихідного зображення. Анізотропна дифузія є узагальненням цього дифузійного процесу: вона створює сімейство параметризованих зображень, але кожне отримане зображення являє собою поєднання вихідного зображення і фільтру, який залежить від початкового змісту вихідного зображення. Як наслідок, анізотропна дифузія є нелінійною і просторово-варіантною трансформацією вихідного зображення.
У своєму первісному формулюванні, яке представлене Пероном і Маліком в 1987 році, просторово-варіантний фільтр - це ізотропія, яка залежить від змісту зображення, так як вона наближається до імпульсної функції поблизу країв та інших структур, які повинні бути збережені в зображенні на різних рівнях в результаті масштабованого простору. Це формулювання  Перона і Малік називають анізотропною дифузією, а інші автори також неоднорідною і нелінійною дифузією або ж дифузією Перона — Маліка. Більш загальне формулювання дозволяє адаптованому до початкових умов фільтру  бути подібним до анізотропних об'єктів лінійної структури, таких як краї або лінії: його орієнтація задається такою структурою, що він витягнутий вздовж конструкції і вузький поперечному перерізі. Такі методи називаються формами-адаптованого згладжування. Як наслідок, отримані зображення зберігають лінійні структури і в той же час проводиться згладжування уздовж цих структур. Обидва випадки можуть бути описані за допомогою узагальнення звичайного рівняння дифузії, де коефіцієнт дифузії, замість того, щоб бути постійним скаляром, є функцією позиції зображення і передбачає  матричне (або тензорне) значення (див. структурний тензор).
Хоч отриману сім'ю знімків можна охарактеризувати як поєднання оригінального зображення і просторово-варіантних фільтрів, адаптований до початкових умов фільтр і його комбінація із зображенням не повинні бути реалізовані на практиці. Анізотропна дифузія зазвичай реалізовується за допомогою апроксимації узагальненого рівняння дифузії: кожне нове зображення в сім'ї обчислюється за допомогою  застосування  цього рівняння до попереднього зображення. Отже, анізотропна дифузія являє собою ітераційний процес, в якому відносно простий набір обчислень використовується для обчислення кожного наступного зображення в сім'ї і цей процес продовжується до отримання достатнього ступеня гладкості.

## Формальне визначення
Формально, нехай {\displaystyle \Omega \subset \mathbb {R} ^{2}} позначає підмножину площини і {\displaystyle I(\cdot ,t):\Omega \rightarrow \mathbb {R} } - сім'я напівтонових зображень. Тоді анізотропна дифузія визначається як
{\displaystyle {\frac {\partial I}{\partial t}}=\mathrm {div} \left(c(x,y,t)\nabla I\right)=\nabla c\cdot \nabla I+c(x,y,t)\Delta I}
де {\displaystyle \Delta } позначає оператор Лапласа, {\displaystyle \nabla } позначає градієнт, {\displaystyle \mathrm {div} (\dots )} це дивергенція оператора і {\displaystyle c(x,y,t)} - коефіцієнт дифузії.  {\displaystyle c(x,y,t)} контролює швидкість дифузії і зазвичай вибирається як функція градієнта зображення, так як це зберігає краї зображення. П'єтро Перона і Джітендра Малік вперше представили ідею анізотропної дифузії в 1990 році і запропонували дві функції для коефіцієнта дифузії:
{\displaystyle c\left(\|\nabla I\|\right)=e^{-\left(\|\nabla I\|/K\right)^{2}}}
і
{\displaystyle c\left(\|\nabla I\|\right)={\frac {1}{1+\left({\frac {\|\nabla I\|}{K}}\right)^{2}}}}
константа {\displaystyle K}  визначає чутливість до країв і, як правило, визначається експериментально або ж як функція шуму на зображенні.

## Мотивація
Нехай{\displaystyle M} позначає копію гладких зображень. Тоді дифузійні рівняння, представлені вище, можуть бути інтерпретовані як рівняння градієнтного спуску для мінімізації енергії {\displaystyle E:M\rightarrow \mathbb {R} } визначеної як:
{\displaystyle E[I]={\frac {1}{2}}\int _{\Omega }g\left(\|\nabla I(x)\|^{2}\right)\,dx}
де {\displaystyle g:\mathbb {R} \rightarrow \mathbb {R} } є дійсною функцією і яка тісно пов'язана з коефіцієнтом дифузії. Тоді для будь-якої фінітної, нескінченно диференційовної тестової функції {\displaystyle h}, маємо
{\displaystyle {\begin{aligned}\left.{\frac {d}{dt}}\right|_{t=0}E[I+th]&={\frac {d}{dt}}{\big |}_{t=0}{\frac {1}{2}}\int _{\Omega }g\left(\|\nabla (I+th)(x)\|^{2}\right)\,dx\\&=\int _{\Omega }g'\left(\|\nabla I(x)\|^{2}\right)\nabla I\cdot \nabla h\,dx\\&=-\int _{\Omega }\mathrm {div} (g'\left(\|\nabla I(x)\|^{2}\right)\nabla I)h\,dx\end{aligned}}}
де останній рядок випливає з багатовимірного інтегрування частинами. Через {\displaystyle \nabla E_{I}} позначимо градієнт {\displaystyle E} щодо {\displaystyle L^{2}(\Omega ,\mathbb {R} )} прегільбертового простору оцінений в {\displaystyle I}. Це дає
{\displaystyle \nabla E_{I}=-\mathrm {div} (g'\left(\|\nabla I(x)\|^{2}\right)\nabla I)}
Таким чином, градієнтний спуск рівняння заданий як
{\displaystyle {\frac {\partial I}{\partial t}}=-\nabla E_{I}=\mathrm {div} (g'\left(\|\nabla I(x)\|^{2}\right)\nabla I)}
Тоді, взявши {\displaystyle c=g'} ми отримуємо анізотропне рівняння дифузії.

## Регуляризація
У цьому розділі буде обговорюватись регуляризація Перона-Маліка. При такому підході, невідоме скручується з Гауссіаном всередині нелінійності для отримання модифікованих рівнянь Перона-Маліка.
{\displaystyle {\frac {\partial I}{\partial t}}=\mathrm {div} \left(c(|DG_{\sigma }*I|)\nabla I\right)}
де  {\displaystyle G_{\sigma }=C{\sigma }^{-\left(1/2\right)}exp\left(-|x|^{2}/4{\sigma }\right)}.
Коректність цього рівняння може бути досягнута шляхом регуляризації, а також за допомогою введення ефекту розмитості, який є основним недоліком регуляризації. Необхідно також мати попередні знання про рівень шуму, оскільки вибір параметра регуляризації залежить від нього.

## Застосування
Анізотропна дифузія може бути використана для видалення шуму з цифрових зображень без розмиття країв. З постійним коефіцієнтом дифузії, анізотропне рівняння дифузії зводяться до рівняння теплопровідності, яке еквівалентне Гаусовому розмиттю. Це ідеально підходить для видалення шумів, але і безрозбірно розмиває краї теж. Коли коефіцієнт дифузії є обраний як функція для пошуку границі, як, наприклад, у Перона і Маліка, отримані рівняння підтримують дифузію (і, отже, згладжування) усередині областей, а також забороняти її вздовж границь. Отже, краї зображення можуть бути збережені під час видалення шуму зображення.